# 1449 w literaturze
Wydarzenia literackie w 1449 roku.

## Nowe poezje
- Andrzej Gałka z Dobczyna, Pieśń o Wiklefie

## Urodzili się
- Wawrzyniec Wspaniały, włoski książę, humanista i poeta